# Athetis sicaria
Athetis sicaria là một loài bướm đêm trong họ Noctuidae.